# مرلین تاندجیجورا
مرلین تاندجیجورا (انگلیسی: Merlin Tandjigora؛ زادهٔ ۶ آوریل ۱۹۹۰) بازیکن فوتبال اهل گابن است.
از باشگاه‌هایی که در آن بازی کرده‌است می‌توان به باشگاه فوتبال متس و باشگاه فوتبال لیتشوئس اشاره کرد.
وی همچنین در تیم‌های ملی فوتبال تیم ملی فوتبال زیر ۲۰ سال گابن، و گابن، بازی کرده‌است.